# Bellefonds
Bellefonds ist eine französische Gemeinde mit 250 Einwohnern (Stand: 1. Januar 2022) im Département Vienne in der Region Nouvelle-Aquitaine. Sie gehört zum Arrondissement Châtellerault, zum Kanton Chauvigny und zum Gemeindeverband Pays Châtelleraudais. 

## Geographie
Bellefonds liegt an der Vienne, etwa 16 Kilometer ostnordöstlich von Poitiers. Umgeben wird Bellefonds von den Nachbargemeinden Bonneuil-Matours im Norden, Archigny im Osten, Bonnes im Süden sowie La Chapelle-Moulière im Westen.

## Bevölkerungsentwicklung
| Jahr                       | 1962 | 1968 | 1975 | 1982 | 1990 | 1999 | 2006 | 2012 |
| Einwohner                  | 206  | 164  | 148  | 181  | 222  | 209  | 230  | 243  |
| Quellen: Cassini und INSEE |      |      |      |      |      |      |      |      |

## Sehenswürdigkeiten
- Romanische Kirche Saint-Hilaire
- Schloss Bellefonds